# Dogs (canción de Pink Floyd)
"Dogs", originalmente compuesta como "You Gotta Be Crazy" ("Debes estar loco"), es una canción del grupo de rock progresivo Pink Floyd, para el álbum Animals (1977).
Durante la parte en que se incluye un solo de sintetizador de Rick Wright, se pueden escuchar sonidos de ladridos de perros; 
este efecto de sonido fue creado al procesar el sonido usando un vocoder.

## Concepto
Adaptando la metáfora de George Orwell en su libro Rebelión en la Granja, se emplea al perro (oportunista interesado) para representar a los hombres de negocios megalómanos que se destruyen a sí mismos y a aquellos alrededor de ellos al obsesionarse sobre sus egos y sus carreras.
Varias comparaciones son hechas junto con metáforas usadas para demostrar cuán parecidos son los hombres de negocios con los perros, por ejemplo la línea de la canción: "Debes ser capaz de recoger la carne fácil con los ojos cerrados", la carne representando los tratos y las oportunidades de negocios. Es una canción de diecisiete minutos.
El verso final explora varios aspectos de la vida de negocios y cómo se compara con los perros, por ejemplo tomando oportunidades y ser entrenados para "no escupir en el ventilador", perdiendo su individualidad "rota por personal entrenado", obedeciendo a sus superiores "ajustados con collar y cadena", ganando tratos por buen comportamiento "dándoles una palmada en el trasero", siendo mejores que todos los demás "saliéndose del grupo" y conocer a todos, pero pasar menos tiempo con la familia siendo "sólo un extraño en casa". Cada línea de este verso empieza con la palabra "Who" ("Quien.."), en la que surgía comparación con el poema Howl de Allen Ginsberg. 
Esta canción y el uso de la palabra "Who" al principio de cada línea del verso ilustra asimismo la influencia que Roy Harper tuvo en la banda. Roy Harper había usado esta técnica en la canción "The Lord's Prayer" de su álbum Lifemask, el cual incluía a David Gilmour en la guitarra. Harper cantó sobre 90 líneas de cada verso empezando con las palabras "whose" y "who" (quienes y quien). Roy Harper también cantó en la canción "Have A Cigar" del álbum Wish You Were Here.
La canción concluye con estos "perros" trabajando por ellos mismos hasta la muerte, siendo encontrados "muertos en el teléfono" por haber sido hundidos por "la piedra" (en una parte anterior de la canción se decía que la sangre mala se convertía en piedra), en metáfora para "el peso del que necesitan deshacerse".
El solo de guitarra principal del tema es realizado con dos guitarras que ejecutan una armonía. En la grabación original del disco estas dos guitarras fueron tocadas por David Gilmour y ejecutadas una sobre la otra.

## Curiosidad
El tema incluye una curiosidad única en el mundo de la música en discos de vinilo. A la mitad del tema hay una referencia a "la mala sangre que se va endureciendo y volviendo piedra" (the bad blood slows and turns to stone), y al final del párrafo esta sangre convertida en piedra termina hundiendo al individuo. El autor entonces le desea un buen descenso cuando sentencia: "Así pues que tengas un buen hundimiento, mientras solitario te hundes, arrastrado por la piedra" (So have a good drown, as you go down, all alone, dragged down by the stone.). Al finalizar está última oración se produce un eco de la palabra "piedra" (stone) que se repite muchas veces y que comienza a mutar en un sonido electrónico que da al oyente toda la sensación de algo que cae y se va hundiendo indefinidamente. La curiosidad surge de que si se da vuelta el disco de vinilo Animals cuando el eco de la piedra que cae se extingue puede comprobar que del otro lado del disco, en el tema Ovejas (Sheep), se pueden escuchar algunas repeticiones de este sonido electrónico en que mutó la palabra "piedra" (stone), con lo que el hundimiento fue tan profundo que llegó hasta el otro lado del disco.

## Personal
- Roger Waters - bajo, voz (segunda mitad), vocoder.
- David Gilmour - voz (primera mitad), guitarra acústica y guitarra eléctrica.
- Richard Wright - piano Fender Rhodes, órgano Hammond, Minimoog, sintetizador ARP String, coros.
- Nick Mason - batería, percusión.